# Uran(V)-fluorid
Uran(V)-fluorid ist eine chemische Verbindung, bestehend aus den Elementen Uran und Fluor. Es besitzt die Formel UF5 und gehört zur Stoffklasse der Fluoride.

## Darstellung
Uran(V)-fluorid entsteht durch Umsetzung von Uran(VI)-chlorid oder Uran(V)-chlorid mit wasserfreiem Fluorwasserstoff.
{\displaystyle \mathrm {2\ UCl_{6}+10\ HF\longrightarrow 2\ UF_{5}+10\ HCl+Cl_{2}} }
{\displaystyle \mathrm {2\ UCl_{5}+10\ HF\longrightarrow 2\ UF_{5}+10\ HCl} }
Möglich ist auch die Komproportionierung von Uran(IV)-fluorid und Uran(VI)-fluorid
{\displaystyle \mathrm {UF_{4}+UF_{6}\longrightarrow 2\ UF_{5}} }
oder die Fluorierung von Uran(IV)-fluorid.
{\displaystyle \mathrm {2\ UF_{4}+F_{2}\longrightarrow 2\ UF_{5}} }
Ebenfalls möglich ist die Darstellung durch Reduktion von Uran(VI)-fluorid entweder mit Bromwasserstoff oder mit Schwefeldioxid bei 160 °C.

## Eigenschaften
Uran(V)-fluorid existiert in zwei Modifikationen, der Tieftemperatur-β-Modifikation und der Hochtemperatur-α-Modifikation. Die Übergangstemperatur beträgt 130 °C. Die β-Modifikation ist blassgelb und besitzt eine tetragonale Kristallstruktur mit der Raumgruppe I42d (Raumgruppen-Nr. 122) und den Gitterparametern a = 1150 pm und c = 519,8 pm. Die α-Modifikation besitzt auch eine tetragonale Kristallstruktur mit der Raumgruppe I4/m (Nr. 87) und den Gitterparametern a = 651,2 pm und c = 446,3 pm. Sie ist im Vakuum oberhalb von 500 °C sublimierbar, wobei ab 150 °C eine Disproportionierung beginnt. Es bildet blassblaue bis blassgraue Kristalle und schmilzt (unter UF6-Druck) bei 348 °C. Die Verbindung besteht aus UF5-Einheiten und bildet durch Fluorbrücken lineare Ketten. Das Monomer hat eine fluktuierende Geometrie zwischen D3h und C4v.

## Verwendung
Uran(V)-fluorid spielt eine Rolle bei der Laseranreicherung von Uran(VI)-fluorid. Hier wird selektiv das 235U enthaltende Molekül zunächst durch einen ersten Laser angeregt, bevor durch einen zweiten Laser ein Fluoratom abgespalten wird. Das entstehende feste 235UF5 kann leicht aus dem Gas gefiltert werden. Das 238UF6 wird nicht umgesetzt, so dass eine einfache Trennung der Isotope erfolgt. Nach anfänglicher Euphorie über die Vorteile dieses Verfahrens gegenüber herkömmlichen, etablierten Anreicherungsverfahren stellte sich später wieder größere Skepsis ein bezüglich der industriellen Realisierbarkeit.